# Georg Dominikus Berg
Georg Dominikus Berg (* 10. Juni 1798 in Voltlage; † 19. Juli 1837) war ein deutscher römisch-katholischer Theologe.

## Leben
Georg Berg wurde in Niedersachsen geboren und studierte in Münster. 1821 wurde er zum Priester geweiht. Er war Lehrer am Kgl. Gymnasium zu Münster. 1831 wurde er als außerordentlicher Professor für Moraltheologie und Pastoraltheologie nach Breslau und 1834 ordentlicher Professor. Nach der Promotion zum Dr. iur. can. in Würzburg 1836 wurde er 1837 zum Domkapitular in Breslau ernannt.

## Schriften (Auswahl)
- Die christkatholische Lehre von dem Bittgebete. Münster 1831, OCLC 45982837.
- De Natura Peccati Originalis. Breslau 1834, OCLC 247229798.
- Über die Verbindlichkeit der kanonischen Ehehindernisse in Betracht der Ehen der Evangelischen. Eine kirchenrechtliche Abhandlung. Breslau 1835, OCLC 312023311.
- Über die Erforderlichkeit der priesterlichen Ehe-Einsegnung zum Sakrament der Ehe. Eine dogmatisch-kirchenrechtliche Abhandlung. Breslau 1836, OCLC 258386458.